# Chasmosaurus
Chasmosaurus ist eine Gattung von Vogelbeckensauriern aus der Gruppe der Ceratopsidae innerhalb der Ceratopsia.

## Merkmale

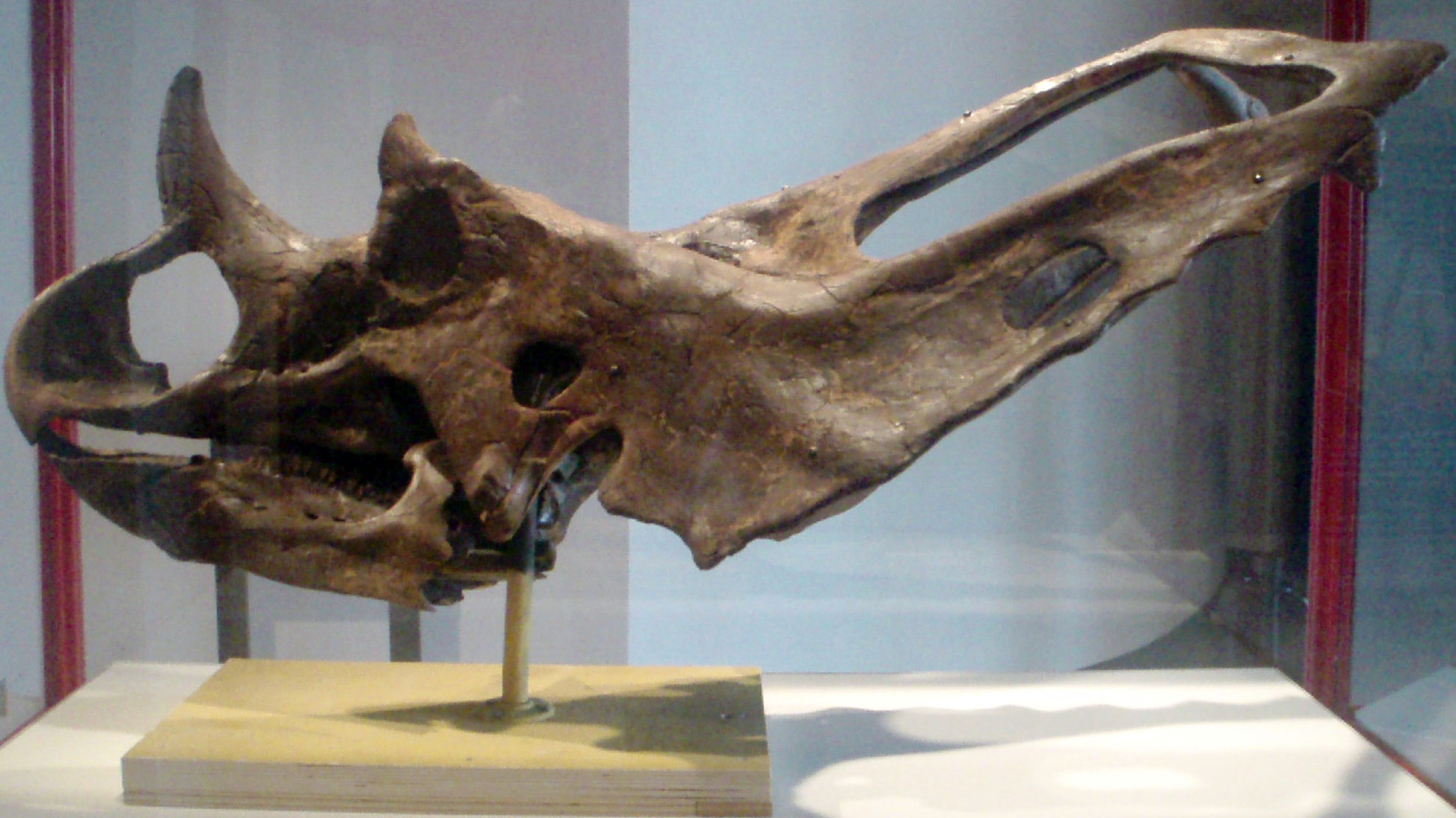
Schädelrekonstruktion von C. belli (ROM 5436)

Chasmosaurus war mit rund 5 Metern Länge und einem geschätzten Gewicht von 2 Tonnen ein eher kleiner Vertreter der Ceratopsidae. Sein Körperbau glich dem der übrigen Vertreter dieser Gruppe. Der Schädel war groß und wuchtig, die Schnauze wie bei allen Vertretern dieser Dinosauriergruppe zugespitzt und papageienschnabelähnlich. Sie wurde aus dem Rostralknochen (vor dem Oberkiefer) und dem Praedentale (vor dem Unterkiefer) gebildet. Die Bezahnung setzte sich aus Zahnbatterien zusammen, das sind reihenförmig angeordnete Zähne, die bei Abnutzung durch den nachfolgenden Zahn ersetzt wurden. Die Okklusionsflächen des Gebisses standen annähernd senkrecht.
Auf dem Nasenbein saß ein kleines Horn, zwei weitere kleine Hörner befanden sich über den Augen. Der für die Ceratopsidae typische Nackenschild war aus dem Scheitel- und dem Schuppenbein gebildet. Er war relativ lang und mit großen, paarigen Öffnungen versehen.
Der Rumpf war kräftig gebaut, die Gliedmaßen stämmig. Die Vordergliedmaßen, die in fünf Zehen endeten waren deutlich kürzer als die Hinterbeine, die vier mit Hufen versehene Zehen trugen. Chasmosaurus bewegte sich stets quadruped (auf allen vieren) fort.

## Paläobiologie

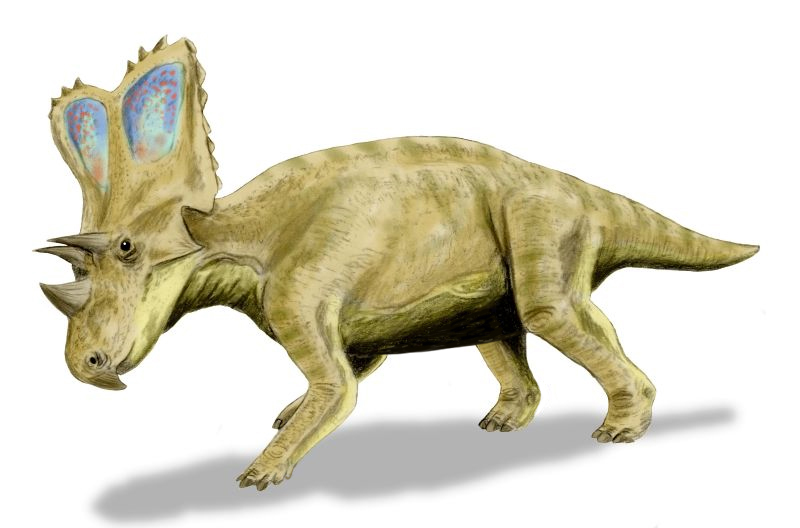
Lebendrekonstruktion von C. belli

Von Chasmosaurus sind bone beds („Knochenlager“) bekannt, bei denen die Überreste zahlreicher Tiere aus verschiedenen Altersstufen gefunden wurden. Es ist denkbar, dass diese Tiere zumindest zeitweise in größeren Verbänden zusammenlebten.
Hörner und Nackenschilde der Ceratopsidae werden häufig in Zusammenhang mit der Verteidigung gegenüber Fressfeinden in Zusammenhang gebracht. Nach heutiger Sichtweise diente der Kopfschmuck jedoch vorrangig der Identifikation der einzelnen Arten sowie der Interaktion mit Artgenossen – entweder durch Zurschaustellung, Drohgebärden oder auch in Kämpfen. Dabei ging es möglicherweise um Reviergrenzen oder Paarungsvorrechte.
Die Zahnbatterien von Chasmosaurus mit den senkrechten Okklusionsflächen waren für eine schneidende, nicht aber mahlende Bewegung ausgerichtet. Die zugespitzte Schnauze ist Anzeichen für eine Fähigkeit zur selektiven Nahrungsaufnahme, der Bau des Unterkiefers deutet auf eine hohe Beißkraft hin. Wahrscheinlich ernährte sich dieser Dinosaurier von harten, faserigen Pflanzen.

## Entdeckung und Benennung

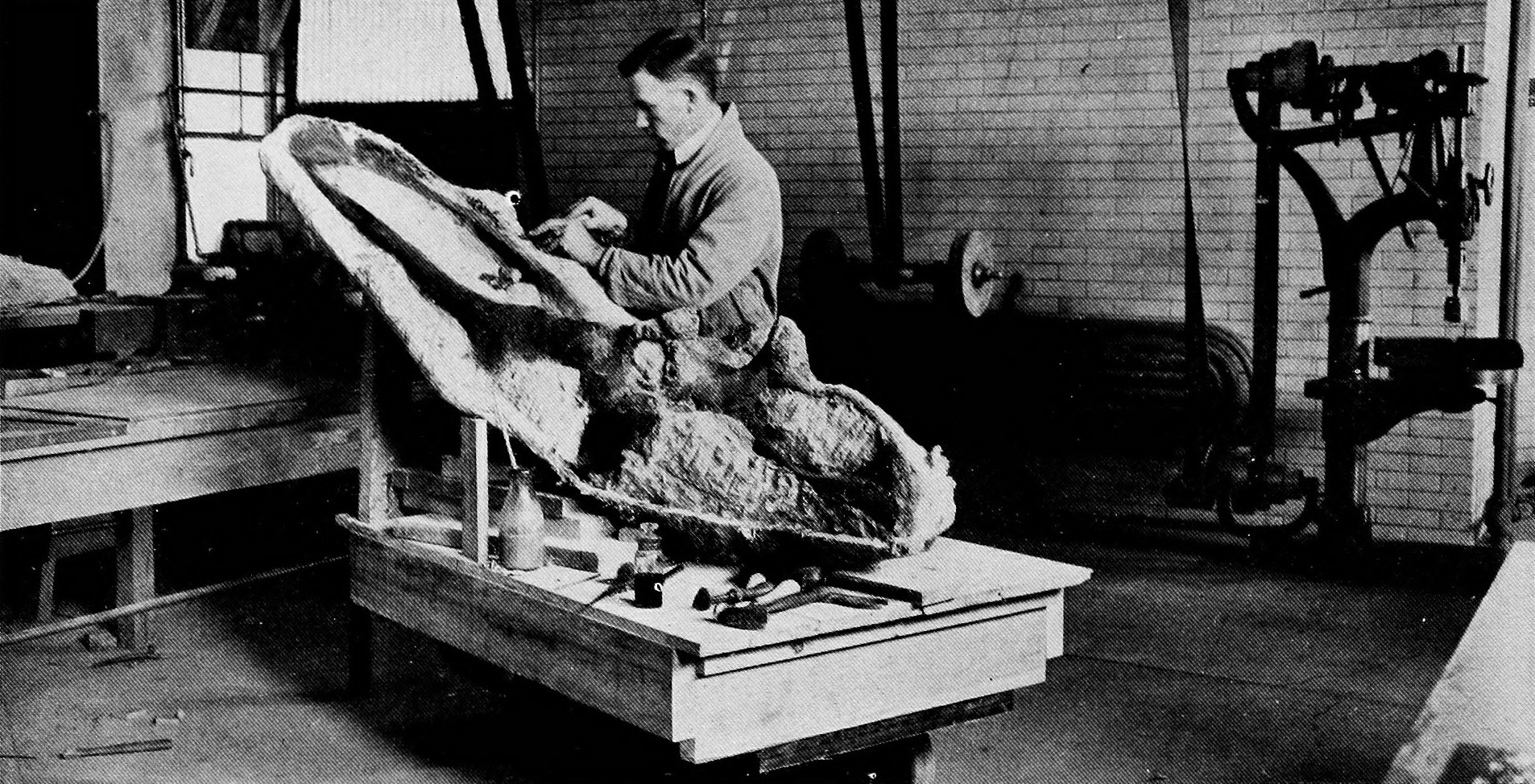
George Fryer Sternberg bei der Präparation eines Schädels von C. belli

Sämtliche fossilen Überreste von Chasmosaurus wurden in der Dinosaur-Park-Formation in Alberta (Kanada) gefunden. Die Erstbeschreibung erfolgte durch Lawrence Lambe 1914, Typusart war C. belli. Der Name leitet sich von den griechischen Wörtern chasma (=„Loch, Öffnung“) und sauros (=„Echse“) ab und spielt auf die großen Öffnungen im Nackenschild an. 1940 wurde mit C. russelli eine zweite und 2001 mit C. irvinensis eine dritte Art beschrieben. Eine ehemalige vierte Art, C. mariscalensis, wird heute in einer eigenen Gattung Agujaceratops geführt. Sämtlich Funde von Chasmosaurus stammen aus der Oberkreide (spätes Campanium) und sind ca. 76 bis 72 Millionen Jahre alt.

## Systematik
Chasmosaurus wurde im Jahr 1914 durch den kanadischen Paläontologen Lawrence Lambe erstmals wissenschaftlich beschrieben.  Die Gattung wird innerhalb der Ceratopsidae in die Chasmosaurinae eingeordnet, die im Allgemeinen durch ein kurzes Nasenhorn und einen langen Nackenschild charakterisiert waren. Chasmosaurus  ist eng mit Agujaceratops und Pentaceratops verwandt, gemeinsam bilden sie eine basale Klade innerhalb der Chasmosaurinae. Die im Jahr 2010 durch Nicholas R. Longrich eingeführte Gattung Mojoceratops gilt heute als Synonym vom Chasmosaurus.

## Belege